# Radanovići (Czarnogóra)
Radanovići (cyr. Радановићи) – wieś w południowo-zachodniej Czarnogórze, w gminie Kotor. W 2011 roku liczyła 752 mieszkańców.
Położone nad Zatoką Kotorską, między Morzem Adriatyckim a Górą Lovchen. Położone w połowie drogi między Budvą a Kotorem.